# Igor Flores
Cet article possède des homonymes et des paronymes, voir Flores.
Flores  Galarza est un nom espagnol. Le premier nom de famille, en général paternel, est Flores ; le second, en général maternel, souvent omis, est Galarza.
Igor Flores Galarza, né le 5 décembre 1973 à Urdiain, est un ancien coureur cycliste espagnol.

## Biographie
Igor Flores commence sa carrière dans l'équipe basque Euskadi, dont il restera membre jusqu'à la fin de sa carrière. Son frère Iker l'y rejoint en 1999.
En 2001, Igor Flores remporte la dernière étape du Tour de La Rioja, réalisant un doublé pour Euskaltel-Euskadi avec son coéquipier Roberto Laiseka, deuxième. Quelques mois plus tard, il participe part au Tour d'Espagne. Il y termine troisième de la treizième étape, derrière Beat Zberg et Richard Virenque en compagnie desquels il est échappé.
Vainqueur du Trofeo Manacor devant Paolo Bettini au début de l'année 2002, il participe en juillet à son seul Tour de France, qu'il termine lanterne rouge. Son contrat n'est pas renouvelé en fin de saison et il met fin à sa carrière à 29 ans faute d'avoir trouvé un nouvel employeur.

## Palmarès

### Palmarès amateur
- 1995
  - Tour du Goierri
  - 3e de la Santikutz Klasika
  - 3e de la Prueba Alsasua

### Palmarès professionnel
- 1997
  - 8e étape du Tour du Mexique
- 1999
  - 2e de la Clásica a los Puertos
- 2000
  - 3e de Paris-Camembert
- 2001
  - 4e étape du Tour de La Rioja
- 2002
  - Trofeo Manacor

## Résultats sur les grands tours

### Tour de France
1 participation 
- 2002 : 153e et lanterne rouge

### Tour d'Espagne
2 participations 
- 1999 : 75e
- 2001 : 65e